# Justicia gilliesii
Justicia gilliesii là một loài thực vật có hoa trong họ Ô rô. Loài này được (Nees) Benth. mô tả khoa học đầu tiên năm 1876.